# 聚光燈 (電視劇)
《聚光灯》（韓語：스포트라이트）是韓國MBC於2008年5月14日起播放的水木迷你連續劇。

## 劇情介紹
描寫電視台報道局（新聞部）社會部記者對真實報道的熱情和在採訪過程中的矛盾以及記者職業的專業電視劇。拍攝過程中，得到MBC報道局全力支援。

## 角色介紹

### 主要角色
| 演員   | 角色                                 | 簡介 | 香港配音 |
| 孫藝真 | 徐友珍 （漢字為徐玗真 1982年7月4日） | 為了獨家新聞不惜赴湯蹈火的GBS社會記者，缺乏自我判斷，時常犯錯。對於新聞題材，卻擁有天生敏感度，瞄準之後便毫不猶豫地向前衝。起初，她迷惘於追求主播華麗的表象，也在因緣際會之下獲得了主播甄選的機會。然而，一位與電視台上司不和、而在外地輾轉的吳泰錫被調回GBS擔任組長一職，泰錫與友珍錯誤的相遇就此展開，也激盪出條條獨家的精采報導。 | 曾佩儀   |
| 池珍熙 | 吳泰錫                               | GBS社會新聞部的優秀記者，做記者的目的是為了揭開真相。擁有靈敏的現場感及謹慎的處事態度，必要時更能大義滅親。因為一次事故，在總部任職的他被降職派到別的地方。為了挽救收視率低迷的GBS新聞部，被局長調回到電視臺總部工作。觀察著對新聞充滿熱情的友珍，欣賞她的工作態度，是一位能讓下屬充分發揮所長的上司。                               | 陳欣     |
| 晉久   | 李順哲 （1980年7月20日）             | 徐友珍的大學同學，以友珍後輩的身份進入GBS電視臺做社會新聞部實習記者。對工作沒有熱誠，運用小聰明以逃避繁重的新聞取材工作，沒對前輩展示應有的態度，被友珍訓了一頓。對友珍有著革命情感及別樣情素，看著前輩們努力不懈成功報導真實新聞的過程，開始明白記者的使命所在。                                                                    | 梁偉德   |
| 趙胤熙 | 蔡明恩                               | GBS社會新聞部記者，在同期中最具能力，早期不把友珍視為對手，難以忍受友珍的任何失誤並經常責罵她。因為是政界人士的女兒，常成功採訪到政商界人物，因此GBS政治部部長特別關切她，時常有意無意地在眾人前提出邀請她調離部門。成為優秀的主播是她的目標，後期把友珍視為良性的競爭對象。                                                         | 鄭麗麗   |

### 電視台
- 金寶慶 飾演 李珠熙
- 高明漢 飾演 友珍的前輩 承燦
- 閔書賢 飾演 取材記者 嚴世熙
- 李基烈 飾演 報導局長 閔在國
- 安奭奐 飾演 社會部長 安中石
- 鄭奎洙 飾演 政治部長 鄭承日

### 友珍的家人
- 金正旭 飾演 明星日報記者 徐友賢
- 琴寶羅 飾演 友珍的母親
- 全仁澤 飾演 友珍的父親

### 警察
- 李對淵 飾演 警察 高炳川
- 林丞大 飾演 警察 李春基
- 崔承京 飾演 警察

### 其他人物
- 鄭震 飾演 張鎮奎
- 崔鐘律 飾演 趙尚民 律師（漢字：趙想民[2]）
- 鄭惠英 飾演 金美熙 主播
- 沈亨倬 飾演 沈在豪

## 虛構

### 新聞台
- GBS （Global Broadcasting System）
- SNS
- MBS

### 報社
- 明成日報
- 西經日報

### 企業
- 永煥集團
  - 永煥建設

### 播出節目
- GBS
  - 九點新聞 聚光燈
  - 深入報導

### 事件
- 張鎮奎事件（推測是1997年轟動一時的申昌元事件）
- New City事件
- 永煥建設秘密資金造成事件（推測為2007年造成大轟動的三星集團秘密資金造成事件）
- 西海經濟特區事件（推測是總統李明博的大運河政策造成的松都問題）

## 其他
- 第4集曾剪接電影《鋼鐵人》片段。（泰錫與友珍在電影院）

## 電視劇歌曲

### 台灣版本
- 片頭尾曲
  - 郭采潔《狠狠哭》（第1－12集）
  - 蕭敬騰《善男信女》（第13－26集）

## 腳註
1. 1 2  《聚光燈》第14集畫面。
2. ↑  《聚光燈》第12集畫面。

## 外部連結
- 韓國MBC
- 臺灣台視（繁體中文）
- 香港TVB（繁體中文）
- 日本NHK（日語）

| MBC 水木劇                             | MBC 水木劇                                  | MBC 水木劇 |
| -------------------------------------- | ------------------------------------------- | ---------- |
|                                        | 聚光燈 （2008年5月14日 - 2008年7月3日）     |            |
| 你是誰 （2008年3月5日 - 2008年5月1日） | 大韓民國律師 （2008年7月9日- 2008年9月4日） |            |

| 臺灣 台視 星期一至四 21:00 - 22:00            | 臺灣 台視 星期一至四 21:00 - 22:00           | 臺灣 台視 星期一至四 21:00 - 22:00 |
| --------------------------------------------- | -------------------------------------------- | ---------------------------------- |
|                                               | 聚光燈 （2009年6月3日 - 2009年7月9日）       |                                    |
| 急診室的春天 （2009年4月22日 - 2009年6月2日） | 明星的戀人 （2009年7月13日 - 2009年7月16日） |                                    |

| 香港 高清翡翠台 星期一至五 高清劇場 13:15 - 14:15（其他重播時段請參見這裡） | 香港 高清翡翠台 星期一至五 高清劇場 13:15 - 14:15（其他重播時段請參見這裡） | 香港 高清翡翠台 星期一至五 高清劇場 13:15 - 14:15（其他重播時段請參見這裡） |
| --------------------------------------------------------------------------- | --------------------------------------------------------------------------- | --------------------------------------------------------------------------- |
|                                                                             | Spotlight （2010年6月25日 - 2010年7月22日）                                 |                                                                             |
| 蝸居 （2010年5月11日 - 2010年6月24日）                                      | 倚天屠龍記 （2010年7月23日 - 2010年9月16日）                                |                                                                             |